# Upravna podjela Permske oblasti
Permska oblast je do 30. prosinca 2005. bila jedna od upravnih jedinica Rusije. 
Nakon 1. prosinca 2005. spojena je s Komi-Permjačkim autonomnim okrugom, čime je stvorena nova jedinica, Permski kraj.